# Montgomery Place

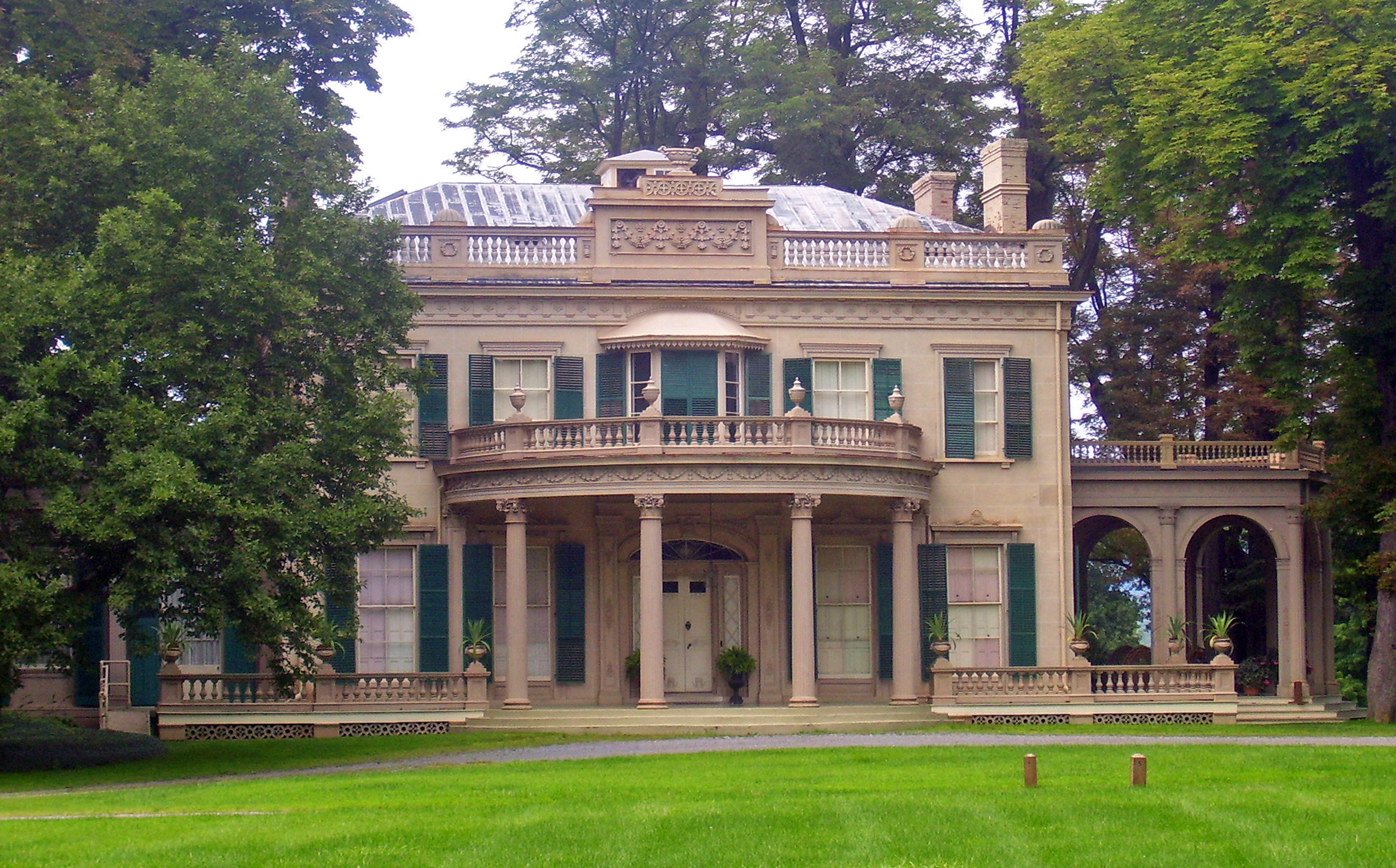
Vorderseite (Ostseite), 2008

Montgomery Place, in der Nähe von Barrytown, New York in den Vereinigten Staaten ist ein Herrenhaus, das Anfang des 19. Jahrhunderts entstand und in der Gegenwart als National Historic Landmark ausgewiesen ist. Das Anwesen ist außerdem historisch beitragend zum Hudson River Historic District, der als Ganzes ebenfalls als National Historic Landmark eingestuft ist. Es handelt sich dabei um ein Haus im Federal Style mit Seitenflügel, das von dem Architekten Alexander Jackson Davis entworfen wurde.
Es reflektiert den Geschmack der jüngeren Generation der wohlhabenden Livingston-Familie nach dem Unabhängigkeitskrieg, die anfing, sich von französischen Trends im Wohngebäudebau leiten und die strikte englische Bauweise, wie sie Clermont Manor verkörpert, das ein wenig flussaufwärts am Hudson River liegt. Es ist das einzige Herrenhaus im Federal Style im Hudson Valley aus jener Zeit, das noch intakt ist und gleichzeitig das einzige solche noch existierende, von Davis entworfene Landhaus.
Andrew Jackson Downing pries die Landschaftsarchitektur des Anwesens, eine Arbeit, bei der er informell konsultiert wurde, was den Teil betraf, der seine endgültige Form erst gegen Ende des 19. Jahrhunderts erhielt. Der südliche Teil des Anwesens, eine Fläche von etwa 70 Acre (rund 28 Hektar), wurde von ihm als Wildnis bezeichnet und ist heute als South Woods bekannt, der älteste Eichenwald im Hudson Valley. Das Anwesen hat inzwischen eine Größe von 434 Acre (rund 176 Hektar) und schließt zahlreiche Nebengebäude ein. Ein ganzes Netzwerk von Wegen und Pfaden verbindet diese miteinander. Sie führen durch einsame Waldstücke sowie auf offenem Gelände mit freiem Blick auf den Fluss und die Catskill Mountains. Erzeugnisse des Obstgartens werden im Straßenverkauf abgesetzt.
Das Anwesen wurde 1975 in das National Register of Historic Places aufgenommen. Zehn Jahre später veräußerte die Livingston-Nachkommen das Anwesen an die regional tätige Denkmalpflegeorganisation Historic Hudson Valley. 1990 wurde der historische Distrikt zu einer National Historic Landmark erklärt, Montgomery Place erhielt diese Einstufung eigenständig im Jahr 1992. Montgomery Place befindet sich an der Annandale Road bei Barrytown, abseits der New York State Route 9G.

## Anwesen
Das Anwesen grenzt im Osten an die Annandale Road, wird im Norden durch den Saw Kill und im Westen durch den Hudson River begrenzt. Ein von Bäumen gesäumter Zufahrtsweg führt von der Straße nach Westen zu einem Besucherzentrum mit einem Parkplatz. Von da führt ein kurzer Fußweg durch einen Baumhain zu einer offenen Wiese vor dem Haupthaus, das oberhalb eines Kliffs mit Blick über den Hudson River und auf das Catskill Escarpment auf der anderen Flussseite liegt. Fünf der 22 Gebäude, Bauwerke und Stätten auf dem Grundstück sind als beitragend zum historischen Charakter des Anwesens eingestuft. Dabei handelt es sich um das Haupthaus, drei weitere von Davis errichtete Nebengebäude und die ursprüngliche Landschaftsgartenanlage.

### Haupthaus
Das Farmhaus selbst ist ein zweieinhalb Stockwerke hohes Gebäude, das sich in der Länge über fünf Joche erstreckt und in der Breite über vier. Die Fassade aus Bruchsteinen ist verputzt, die beiden Seitenflügel an Nord- und Südseite sind in Holzständerbauweise gebaut, wobei der Südflügel abgeschmirgelt wurde, um ihm ein steinähnlicheres Aussehen zu geben. Auf der Rückseite, nach Westen gerichtet, befindet sich eine Veranda. Auf dem metallgedeckten Satteldach sitzen an den Seiten zwei Paare von aus Backsteinen gemauerten Schornsteinen.
Alle Fassaden sind ausgiebig ornamentiert. Alle vier Kamine sind mit Girlanden versehen, und Balustraden verlaufen entlang des größten Teiles der Dachtraufen. Ein zentral angeordneter Pfeiler auf der Ostseite erhebt sich über dem Haupteingang. Auf ihm steht eine Urne, die von Balustraden, einem Gesims und einem Fries mit Triglyphen und Metopen flankiert wird. Die doppelflügelige Eingangstür wird von Pilastern gesäumt, darüber sitzt ein Kämpferfenster und ein verzierter Schlussstein. Beschirmt wird der Haupteingang von einem halbrunden Portikus, der von nichtfreistehenden korinthischen Säulen getragen gestützt wird.
Ein ähnlicher Portikus schmückt die Rückseite, und auch hier stehen auf der Balustrade Urnen. Auf den Seitenflügel stützen flache Pilaster einen Fries, und an dem halb achteckigen Südflügel erzeugen Säulen einen Arkadengang.
Der Haupteingang führt zu einer rechteckigen Halle, von der aus Türen zu den beiden Salons auf beiden Seiten führen. Diese Eingangshalle wird etwas unterteilt durch einen Segmentbogen, der auf zwei sich verjüngenden Holzsäulen ruht. Die Bibliothek befindet sich an der Nordseite, an der südlichen Seite des Hauses führt ein Treppenhaus in das obere Stockwerk. Der größte Teil der Innenausstattung aus Holz ist original.

### Nebengebäude

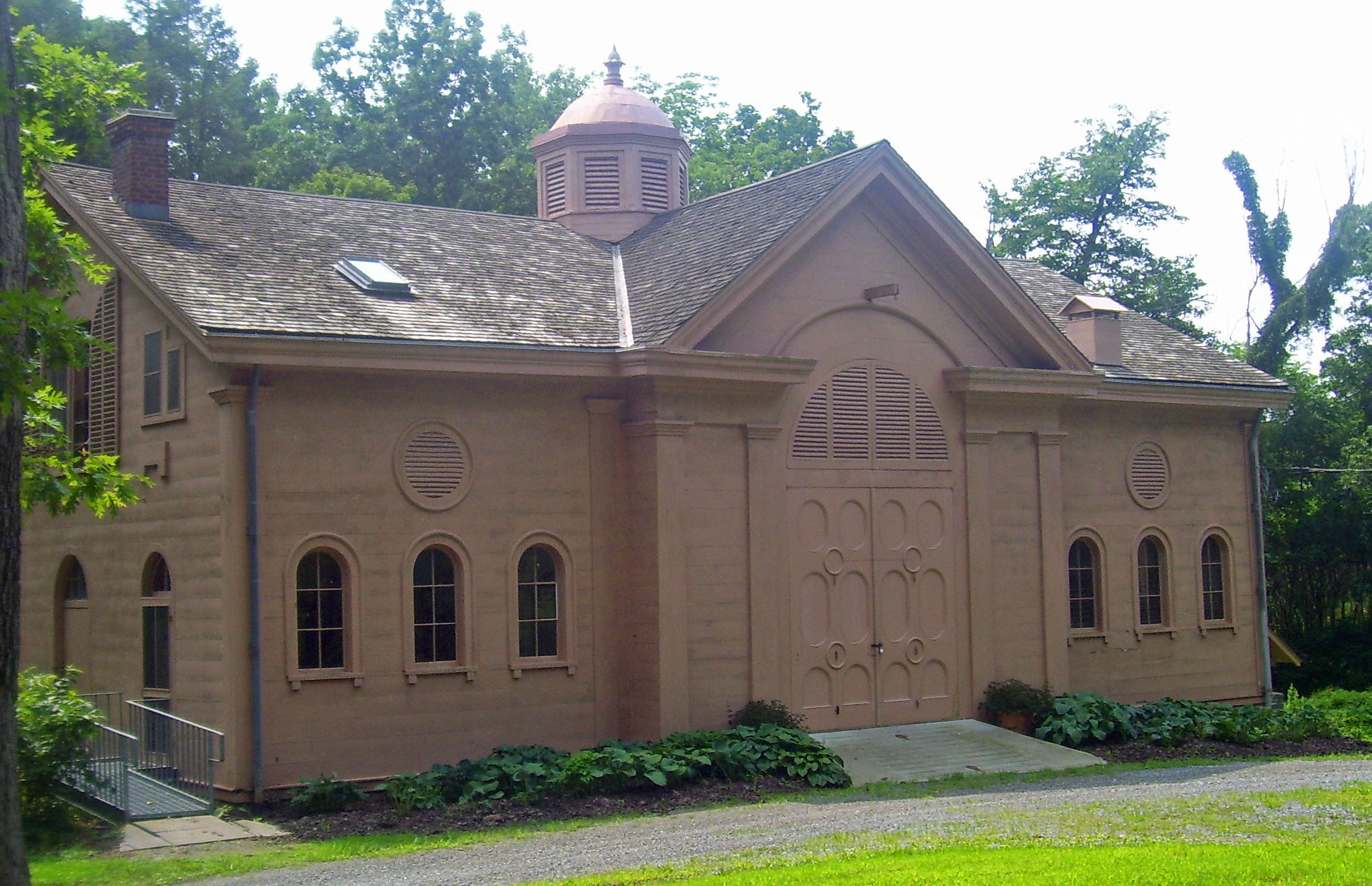
Die Remise

Fünf Nebengebäude, die meisten um einen Garten herum angeordnet, befinden sich in der Nähe des Haupthauses, südlich und südwestlich davon gelegen. Hierzu gehören das verschindelte Verwalterhaus mit einem Schuppen aus verputzten Holztafeln, ein mit waagrechten Brettern verkleideter Squashcourt, ein schmiedeeisernes Gewächshaus und die Remise, die als einziges Nebengebäude vom Haupthaus aus sichtbar ist. Es handelt sich dabei um ein eineinhalbstöckiges Holzständerbauwerk mit Kreuzgiebel, auf dem eine Kuppel sitzt. Pilaster bilden hier sichtbar die Ecken, wie es auch an den Flanken des Hauptgebäudes der Fall ist. Im Innern ist der größte Teil der Holzinnenausstattung ursprünglich.
Östlich des Haupthauses steht in der Nähe der Straße der Scheunenkomplex. Er besteht aus einer 1861 gebauten Scheune, Lagerschuppen sowie einem Farmhaus und einem achteckigen aus Stein gemauerten Brunnenhaus. Das Farmhaus hat ein Kreuzgiebeldach und ein dreifaches palladianisches Fenster an der Rückseite.
Eine Gruppe von Cottages steht direkt unterhalb des Hügels mit dem Farmhaus. Die meisten davon sind einfache Holzrahmenbauwerke, doch eines, das sogenannte Swiss Cottage wurde ebenfalls von Davis entworfen. Es hat ein abgekröpftes, tief heruntergezogenes Satteldach mit Ortgang an der Giebelseite und Balkonen an der Rückseite. Ein anderes, das Thompson House, verfügt über ein gezähntes und mit Kragsteinen versehenes Gesims.
An anderer Stelle auf dem Anwesen gibt es isoliert weitere, meist moderne Nebengebäude, wie etwa das Besucherzentrum oder ein kleines Wasserkraftwerk an der Mündung des Saw Kill. In den Obstgärten sind weitere kleine Hütten aus dem 20. Jahrhundert verteilt. Einige Nebengebäude, die Besucher des Landsitzes in vergangenen Zeiten beschrieben haben, bestehen nicht mehr.

### Landschaftsanlage
Nördlicher und südlicher Teil des Anwesens, als North bzw. South Woods bekannt, sind immer noch stark bewaldet. Der Wald im Süden umfasst eine Fläche von etwa 28 Hektar und ist der älteste noch bestehende Eichenwald im Hudson Valley. North Woods fällt ab zu dem Taleinschnitt, durch den der Saw Kill fließt. Gewundene Pfade und Wege führen durch diese beiden Wälder. Im Norden führen sie zu einem Wasserfall und im Süden zum Ufer des Hudson River.
Im Osten des Grundstückes befinden sich die Obstgärten, in denen mindestens 19 verschiedene Varietäten von Äpfeln und Birnen gepflanzt und geerntet werden. Die Erzeugnisse werden an Verkaufsständen angeboten, und seit einigen Jahren ist es den Besuchern möglich, das Obst selbst zu pflücken. Scheinakazien säumen die achthundert Meter lange Allee zum und die Wiese vor dem Haupthaus. Der Rasen westlich des Hauses fällt ab zu einem Reflexionsbecken am Rande des mit Baumbestandes zum Fluss hin.

## Geschichte
Archäologische Untersuchungen auf dem Grundstück haben Hinweise erbracht, dass Indianer das Gebiet seit mindestens 5000 Jahren als Jagdrevier genutzt haben. Diese Untersuchungen dauern noch an, und die Einstufung als historisches Denkmal reflektiert auch das archäologische Potential dieses Gebietes.

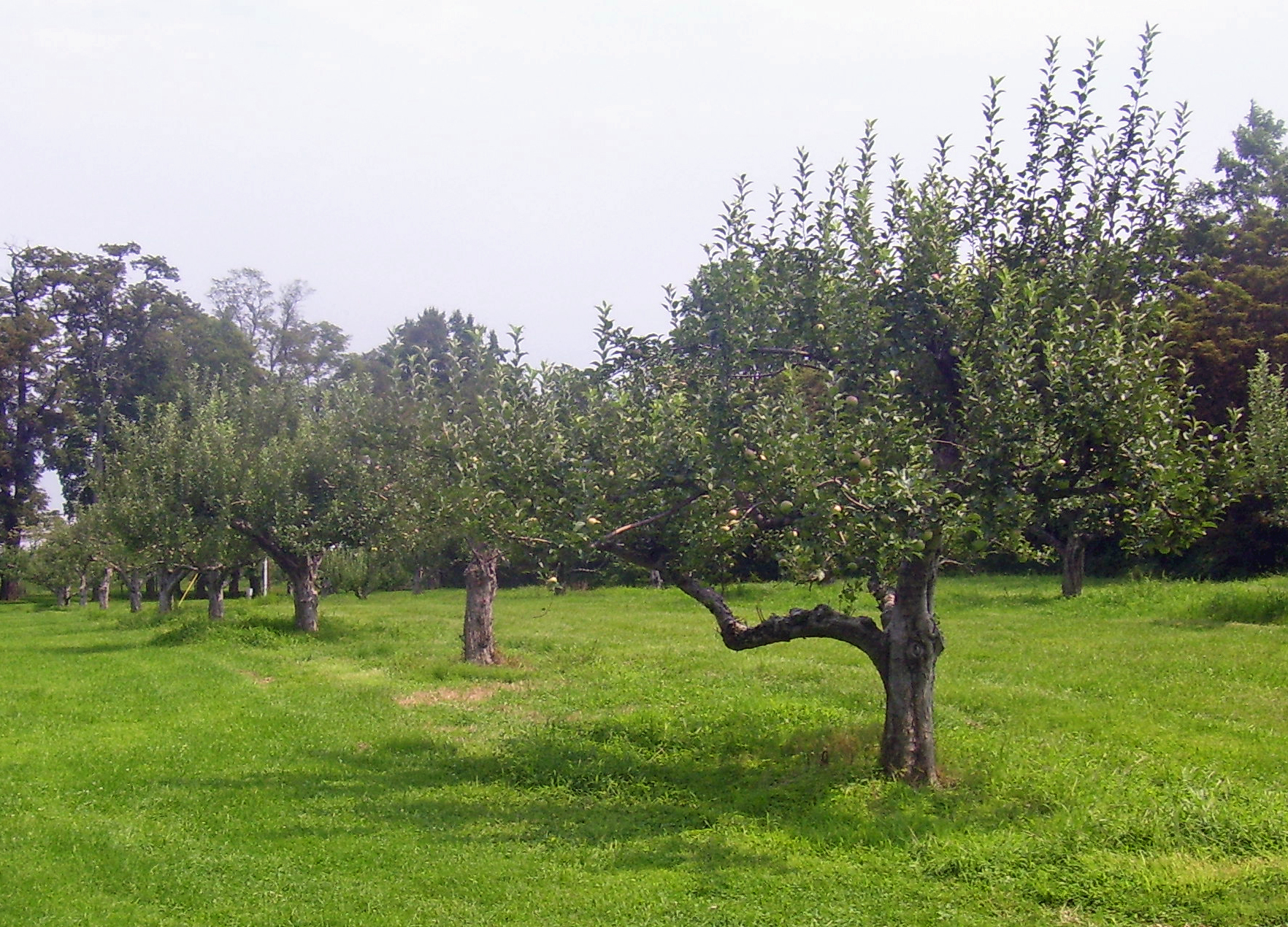
Von Janet Livingston Montgomery angelegte Obstgärten

Nachdem sich in dem Gebiet Anfang des 18. Jahrhunderts europäische Siedler niedergelassen hatten, wurde der Saw Kill für verschiedene Wassermühlen genutzt. Janet Livingston Montgomery erwarb Ende der 1770er Jahre, kurz nach dem Tod ihres Mannes, dem General Richard Montgomery, bei der Schlacht von Québec rund 242 Acre (rund 97 Hektar) Land. Das Ehepaar hatte zuvor im nahegelegenen Rhinebeck gelebt, wo sie ihren Wohnsitz Grasmere aufbauten und den Livingstone Montgomery nach dem Unabhängigkeitskrieg bezog.
Sie ließ Pläne für ein Herrenhaus im Federal Style zeichnen und heuerte einen ortsansässigen Bauunternehmer an, um das Projekt realisieren zu lassen. Nach ihrem gefallenen Mann nannte sie das Haus Chateau de Montgomery und zog nach der Fertigstellung 1805 ein. Mit Setzlingen von vielen Stellen fern und nah, die ihr Freunde schickten, nahm sie den Betrieb einer Obstplantage auf dem Anwesen auf und beschäftigte viele Sklaven und freie Arbeiter. Livingstone Montgomery lebte bis zu ihrem Tod im Jahr 1828 auf dem Anwesen; dieses vererbte sie ihrem Bruder.
Edward Livingston verbrachte gemeinsam mit seiner Frau Louise hier die Sommerzeit, als er nach Louisiana übergesiedelt war, nachdem ihm ein Skandal seinen Posten als U.S. Attorney für New York und Bürgermeister von New York City gekostet hat. Er kehrte nach New York zurück und war Mitglied des US-Repräsentantenhauses, als seine Schwester starb. Später wurde er zum US-Senator gewählt und noch später zum 11. Außenminister der Vereinigten Staaten ernannt. Er bekleidete noch das Amt des US-Botschafters in Frankreich, bevor er 1835 aus dem öffentlichen Dienst ausschied. Die Livingstons gaben dem Landsitz den heutigen Namen Montgomery Place.

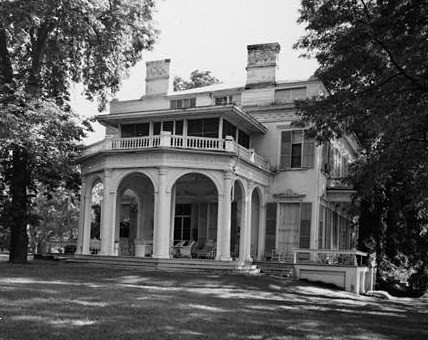
HABS-Aufnahme der Nordseite des Hauses, erkennbar ist der Pavillon mit dem Arkadengang, den Davis in den 1840er Jahren gestaltete

Livingston starb im Jahr darauf und vermachte den Besitz seiner Frau. Diese beauftragte 1844 Alexander Jackson Davis, das stattliche Herrenhaus in eine verspieltere Villa umzuwandeln, um mit dem Sinn für die aufkommende Romantik Schritt zu halten. Die beiden Flügel und die Dekorationen der Fassade wurden zu jener Zeit hinzugefügt. Eine Kolonnade am Vordereingang – die einzige Verzierung des ursprünglichen Gebäudes – wurde ins Innere verlegt und war so die einzige Änderung von Janet Livingstons ursprünglichen Plänen.
Mit der informellen Hilfe durch Andrew Jackson Downing, einem Freund von Louise und Mentor für Davis, begann sie mit der Entwicklung der Landschaftanlage. Ihre Tochter Cora Barton arbeitete mit dem Architekten zusammen bei der Planung eines Gartens und des Konservatoriums. Davis zeichnete auch Pläne für mehrere Nebengebäude auf dem Anwesen.
Als Louise 1860 starb, beauftragten Cora und deren Ehemann Davis erneut, um einige der kleineren früheren Nebengebäude tatsächlich zu errichten. Dabei handelte es sich um die Remise, das Swiss Cottage und die Veränderung des Farmhauses. Sie ließen auch den Landschaftsgarten erweitern. Diese Maßnahmen waren Teil ihrer Absicht, das Haus und die Flächen zur Vergnügung vom landwirtschaftlichen Betrieb – den sie ebenfalls einzuschränken begannen – deutlicher abzusetzen.
Von den Nachkommen Cora Bartons gelangte das Eigentum 1921 schließlich zu einem anderen Abkömmling der Livingstons, John Ross Delafield. Er ließ eine moderne Heizung sowie fließendes Wasser im Haupthaus installieren. Er und seine Frau Violetta White Delafield nahmen die letzten größeren Veränderungen des Anwesens vor, indem sie den Landschaftsgarten erweiterten und in den Jahren vor dem Zweiten Weltkrieg kleinere Gartenanlage hinzufügten.

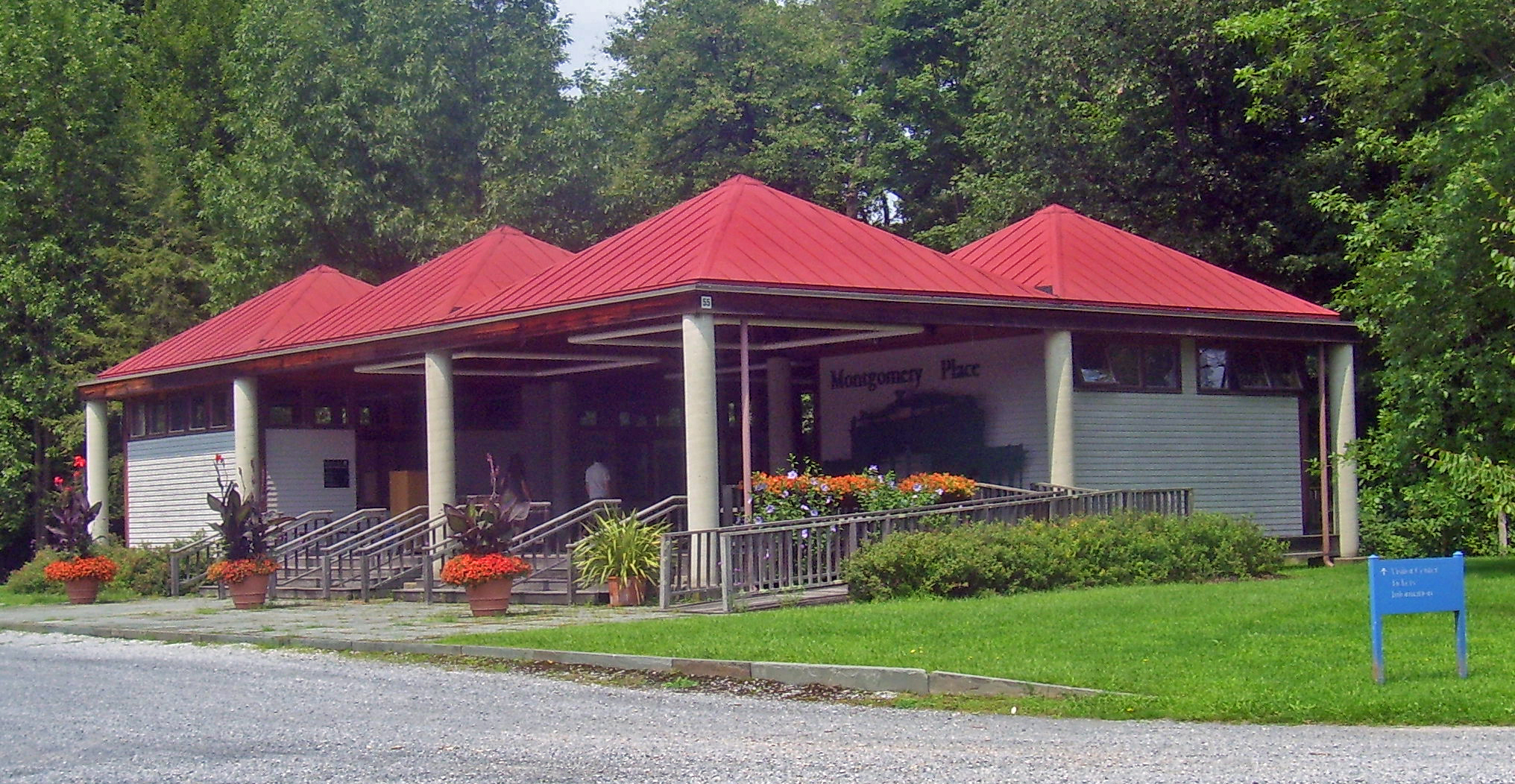
Historic Hudson Valley – Besucherzentrum

Nach seinem Tod 1964 zogen John White Delafield und dessen Frau ein, um das Anwesen zu unterhalten. Es wurde 1975 in das National Register of Historic Places aufgenommen. Elf Jahre später wurde es für drei Millionen US-Dollar an Sleepy Hollow Restorations verkauft; später benannte sich die Organisation in Historic Hudson Valley um. Nach einer fünf Jahre dauernden Restauration, die drei Millionen US-Dollar kostete, wurde das Haus 1992 zu einer National Historic Landmark erklärt.

## Ästhetik
Janet Livingstons ursprüngliches Haus spiegelte die Geschmäcker seiner Zeit wider. Sie und ihre Familie schufen den Großteil ihres Wohlstandes und Ansehens durch die Landwirtschaft und das Verpachten von Land an Häusler. Demzufolge befanden sich ihre eigenen Häuser häufig auf höherem Grund, von wo aus sie ihren Besitz überblicken konnten, zu dem zu jener Zeit auch Bereiche der Catskills auf der anderen Seite des Flusses gehörten. Die rechteckigen Formen des Federal Style und des Klassizismus drückten ihre Autorität und Dominanz über das Land aus.
Im zweiten Viertel des 19. Jahrhunderts begann sich dies zu ändern. Andrew Jackson Downing aus dem nahen Newburgh bevorzugte Villen und Cottage-ähnliche Häuser in den Stilen, die später als Carpenter Gothic und Picturesque bekannt wurden. Diese waren kleinere Bauten und in der Regel Holzständerbauten mit hohen, steilen Dächern, häufig in Form von Kreuzgiebeln und verzierten Gesimsen, die dazu gedacht waren, mit den umliegenden natürlichen Objekten zu harmonisieren und so den Eindruck eines Platzes zu erwecken, der angenehm zum Leben sei. Seine Musterbücher wurden weit verbreitet und für viele Hausbauten im ganzen Land als Vorlagen verwendet.
Janet Livingstons Nachkommen beauftragten Downings Freund Alexander Jackson Davis über 20 Jahre hinweg mit der Erweiterung und Erneuerung des Hauses in eine mehr klassizistisch inspirierte Villa. Er verwendete gekurvte Formen bei den Balustraden und Seitenflügeln, um sie von der starken vertikalen Ausrichtung des bestehenden Gebäudes abzusetzen. Der mit den Arkaden versehene Pavillon machte aus der bei vielen Häusern des 19. Jahrhunderts üblichen Veranda einen eigenständigen Flügel. Texturen wurden den Oberflächen der bestehenden Dekorationen hinzugefügt, wobei viele florale Motive verwendet wurden. Alle diese Merkmale verbinden das Haus mit der umgebenden Landschaft. Jane Davies, die sich wissenschaftlich mit dem Werk Davis beschäftigt, nennt Montgomery Place dessen feinstes Landhaus.
Das Farmhaus ist eine Davis’sche Variation eines Musters Downings aus dem posthum veröffentlichten Werk The Architecture of Country Houses. Davis aktualisierte den Entwurf unter Berücksichtigung des Italianate-Stils, der zu der Zeit populär war, indem er das palladianische Fenster hinzufügte. Downings Einfluss ist auch an Davis Swiss Cottage erkennbar. Dieses Muster, häufig publiziert, aber selten realisiert, wurde von Davis variiert, doch kennt man kein anderes von Davis gebautes solches Cottage. Er fügte zusätzliche Eingänge hinzu, weil man glaubte, dass das Haus mehrere Mieter haben werde, doch vier davon wurden als Fenster disguised. Die wesentlichen Merkmale von Downings Muster – der Grundriss, das niedrige, breite Dach, der Bau in den Berg hinein, sodass an einer Seite der Keller freigestellt ist sowie die Galerien und Balkone mit dem Blick auf den Fluss – sind vorhanden.
Die Gartenlandschaft wurde von zeitgenössischen europäischen Trends inspiriert. Die Bartons waren Edward Livingston nach Frankreich gefolgt, als dieser dort tätig war und hatten viele der gerühmten Gartenanlagen Europas gesehen. Cora Barton ließ sich einen ganzen Satz von Joseph Paxtons The Magazine of Botany schicken. Downing, ein Freund der Familie, besuchte die Bartons 1847 und schrieb über die entstandenen Gartenanlagen in seinem eigenen Magazin The Horticulturist. Er lobte „den tiefen und mysteriösen Wald“ mit „dunklen, verschlungenen und wirren Gehwegen“ in der „Wildnis“ im nördlichen Teil des Anwesens in der Nähe des Saw Kill. Er nannte das Anwesen „den vollkommensten Herrensitz in Amerika“.

## Belege
1. ↑  Neil Larson: National Register of Historic Places Registration: Hudson River Historic District. (PDF, 2,02 MB) National Park Service, 19. September 1990, archiviert vom Original am 25. Mai 2011; abgerufen am 7. Juli 2011 (englisch).  Info: Der Archivlink wurde automatisch eingesetzt und noch nicht geprüft. Bitte prüfe Original- und Archivlink gemäß Anleitung und entferne dann diesen Hinweis.
2. 1 2  
Listing of National Historic Landmarks by State: New York. National Park Service, abgerufen am 21. November 2019.
3. ↑  Susan Stein: Montgomery Place Mansion (HABS No. 5627). In: Historic American Buildings Survey. Library of Congress, 1981, ehemals im Original (nicht mehr online verfügbar); abgerufen am 7. Juli 2011 (englisch). (Seite nicht mehr abrufbar. Suche in Webarchiven)
4. 1 2 3 4 5 6 7 8 9 10 11 12  Jacquetta Haley: National Historic Landmark application, Montgomery Place. New York State Office of Parks, Recreation and Historic Preservation, 19. September 1989, archiviert vom Original am 1. Juni 2012; abgerufen am 10. Juli 2011 (englisch).  Info: Der Archivlink wurde automatisch eingesetzt und noch nicht geprüft. Bitte prüfe Original- und Archivlink gemäß Anleitung und entferne dann diesen Hinweis.
5. 1 2  Montgomery Place. Historic Hudson Valley, 2008, archiviert vom Original am 9. Juli 2011; abgerufen am 10. Juli 2011 (englisch).
6. 1 2 3 4 5 6  Lynn Beebe: National Register of Historic Places nomination, Montgomery Place. New York State Office of Parks, Recreation and Historic Preservation, März 1975, archiviert vom Original am 1. Juni 2012; abgerufen am 17. Juli 2011 (englisch).  Info: Der Archivlink wurde automatisch eingesetzt und noch nicht geprüft. Bitte prüfe Original- und Archivlink gemäß Anleitung und entferne dann diesen Hinweis.
7. ↑  Dulcie Leimbach:  For Children: Apple Picking, New York Times, 27. September 1996. Abgerufen am 15. Juli 2011 (englisch).
8. ↑  Historic Hudson Valley, im Besucherzentrum verfügbare Broschüre
9. ↑  Tessa Melvin:  Restoration Is Called Key To Protecting Land, New York Times, 17. Mai 1987. Abgerufen am 17. Juli 2011 (englisch).